# Pułtusk
Pułtusk és una petita ciutat de Polònia, es troba al voivodat de Masòvia, prop del Parc Natural de Białowieża, juntament al riu Narev. D'acord amb una llegenda existent a la zona el nom de l'assentament original era Tusk, però una gran inundació (ja que es trobava molt a prop del riu Narev) va destruir si fa no fa la meitat de la ciutat, el poble fou rebatejat pels habitants amb Puł al davant de -tusk (el prefix puł- significa en polonès 'meitat').

## Història

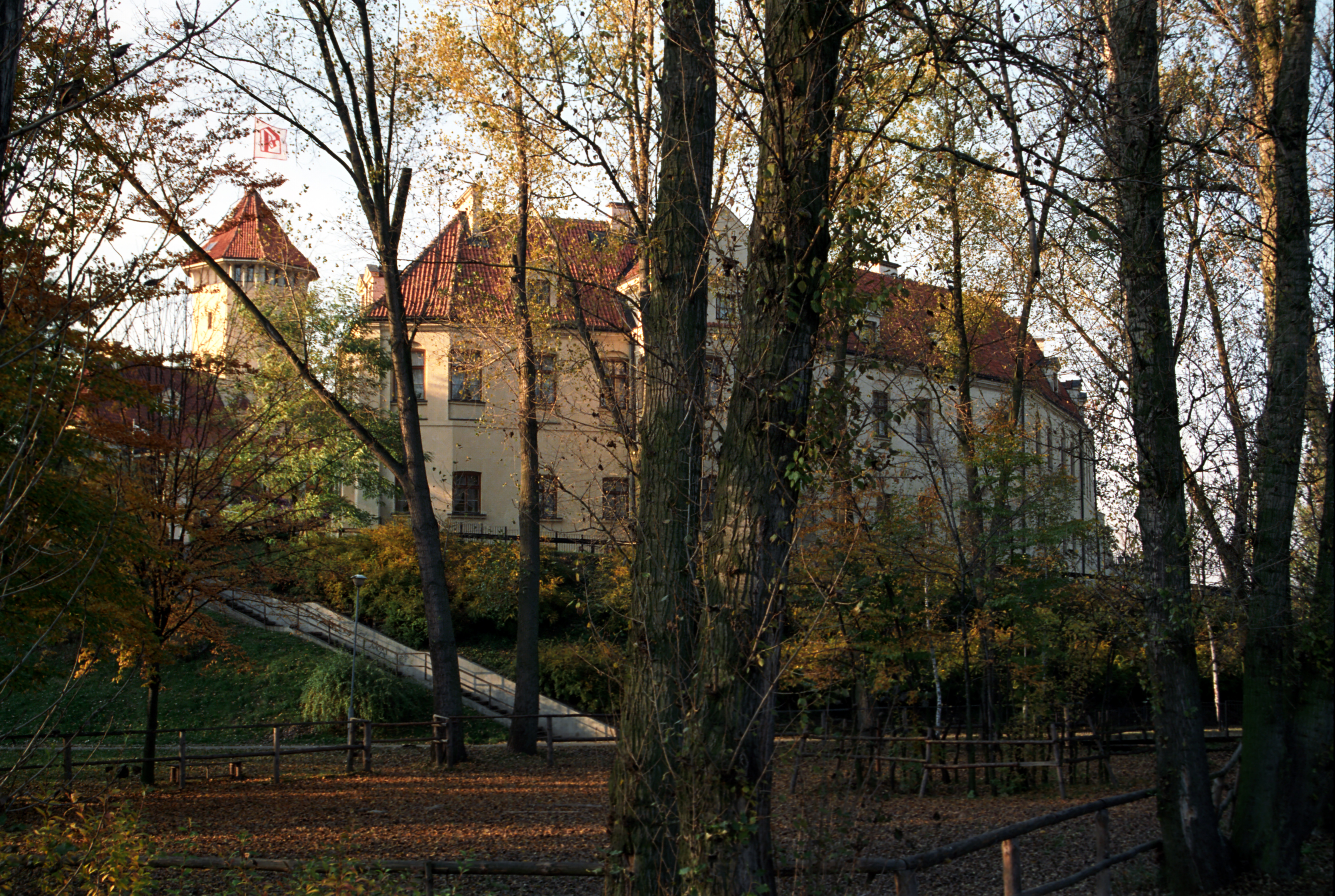
Castell de Pułtusk

L'existència de Pułtusk es remunta al segle x. Durant l'edat mitjana va esdevenir un lloc de defensa molt important contra lituans i prussians gràcies al castell que hi havia.
Li van concedir els drets de vila durant el regnat de Siemowita I el 1257, i els de ciutat el 1339 pel bisbe de Płock, Climent Pierzchałę. El 1380 i el 1405 van reafirmar els seus drets. Pułtusk va esdevenir aleshores la tercera ciutat més important de Masòvia després de Varsòvia i Płock, i tenia muralles i fortificacions.
A partir del segle xi Pułtusk va ser seu del bisbat de Płock.
Als voltants de Pułtusk, el 1806, va tenir lloc la batalla entre l'exèrcit de Napoleó i el de l'Imperi Rus, coneguda com la batalla de Pułtusk. El desenllaç fou el triomf de Napoleó, i va commemorar-se amb la construcció a París de l'Arc de Triomf. El 1812, Napoleó tornà a Pułtusk.
El 30 de gener de 1816 una pluja de meteorits va caure sobre la ciutat. Les restes més grans dels meteorits varen pesar al voltant de 8 a 9 kg, i es troben actualment al Museu Britànic i al Museu de Ciències de Varsòvia.
El 1823 gran part de la ciutat va desaparèixer en un incendi, el periodista Henryk Sienkiewicz, que treballava per a La Gazeta de Varsòvia, fou qui va cobrir la notícia, i més endavant va inspirar-s'hi per a la seva novel·la Quo Vadis?.
Durant la Segona Guerra Mundial el 85% de la ciutat fou destruïda. Gran part dels edificis foren reconstruïts durant les dècades següents.